# ニフォキシパム
ニフォキシパム（英: Nifoxipam、3-hydroxydesmethylflunitrazepam、DP 370）はベンゾジアゼピンである。フルニトラゼパムの微量代謝物質であり、デザイナードラッグとしてオンラインで販売されている。
ニフォキシパムは強い鎮静効果と睡眠延長効果を持ち、マウスではロルメタゼパムやフルニトラゼパムに比べ毒性がはるかに低い。

## 関連記事
- ベンゾジアゼピンの一覧
- ニトラゾラム
- ニテマゼパム
- フェナゼパム